# Montessoripedagogik
Montessoripedagogiken är en utbildningsform som grundas på Maria Montessoris idéer kring barns inlärning.
I Sverige har Montessoriverksamhet bedrivits sedan 1920-talet. Pedagogiken har lagt grunden för ett stort antal föräldrakooperativ och friskolor vilket har bidragit till en geografisk spridning.

## Bakgrund
Montessoripedagogiken syftar till att låta barn utvecklas öppet, nyfiket och fördomsfritt. Barnen ska även ges möjlighet att ifrågasätta vuxna och deras åsikter. Om man vill förändra människans sätt att leva måste man enligt Montessori börja med barnen. Detta för att de ska få möjligheten att växa upp till ansvarsfulla och kreativa människor.
Pedagogikens centrum är alltid barnet och att det ska få utvecklas på sin egen nivå och efter sin egen förmåga. Montessoripedagogiken utgår från barnets inre vitalitet och vilja att lära. Läraren har en roll som handlar om att dra sig tillbaka som handledare. Med hjälp av observation ska läraren följa barnet i dess olika utvecklingsstadier och hjälpa barnet att komma vidare genom individuella instruktioner.
Miljön har även en stor betydelse inom pedagogiken. Denna ska vara utformad för att möta de inre behoven hos barn i olika åldrar. Maria Montessori talar mer om samspelet mellan barnet, läraren och den förberedda miljön än om en specialutvecklad metod. Montessoripedagogiken tar hänsyn till barnets utvecklingsnivå snarare än exakt ålder. Det är viktigt att följa barnets utveckling.

## Historia

### Maria Montessori

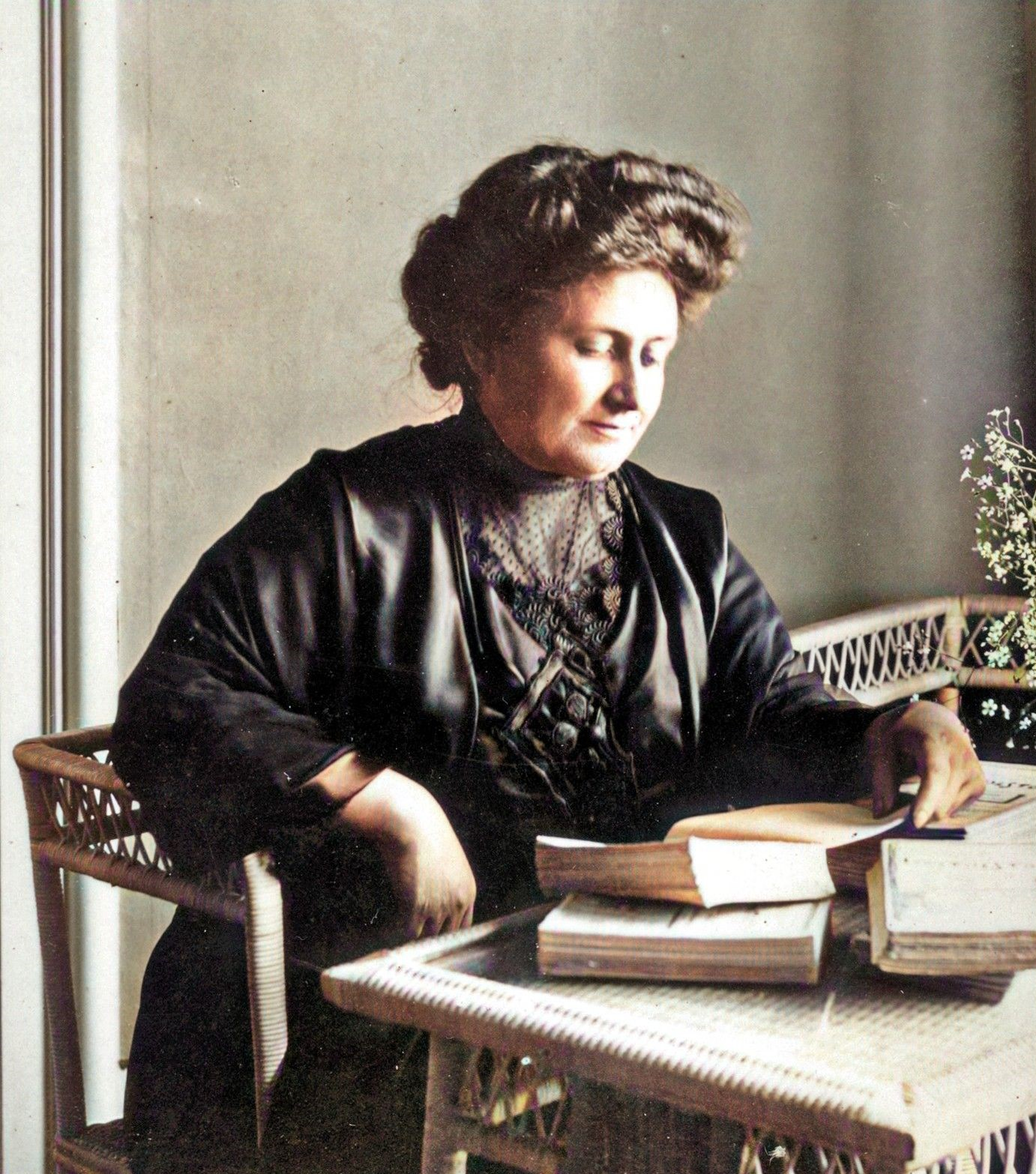
Maria Montessori år 1913

Under 1890-talet spreds de marxistiska idéerna på Roms universitet.Majoriteten av läkarna och professorerna, och däribland även Maria Montessori, var socialister. 1896 avslutades hennes medicinska studier och hon blev då Italiens första kvinna som tog examen vid universitetets medicinska fakultet. Hon gifte sig med en av sina närmsta medarbetare, doktor Giuseppe Montesano och tillsammans fick de en son. På grund av att familjen Montesano motsatte sig äktenskapet blev Montessori tvungen att lämna ifrån sig sonen. Sorgen som kom med att hon inte kunde erkänna sin son är en av många bidragande faktorer till att hon senare ägnade stora delar av sitt liv åt att belysa betydelsen av barndomen. Montessori menade att hennes hypotes kring barnets natur skiljde sig från andra barnpsykologer, "De söker en uppfostringsmetod, som passar deras teori, medan vi söker en psykologisk teori, som passar vår metod".

#### Arbetet med förståndshandikappade barn
Maria Montessori kom att tillhöra ett forskarlag som studerade mentalt handikappade barn. För att kunna hjälpa dessa barn studerade hon arbeten av fransmännen Jean Itard (1775–1838) som var läkare vid en institution för dövstumma i Paris och hans elev Édouard Séguin (1812–1880). Båda dessa hade producerat material som stimulerade och tränade olika funktioner i sinnet och deras resonemang grundades på idéer av Jean-Jacques Rousseau (1712–1778) som menade att barnets sinne var ett verktyg för inlärning. Ett pedagogiskt institut för utvecklingsstörda barn grundades i Rom och Montessori blev institutets chef. Där fick hon vidare pröva att utveckla Itards och Seguins material. Hon fann då att barnen kunde lära sig många saker som tidigare hade verkat omöjliga. Maria Montessori menade att Seguins metod med användning av specialmaterial var logisk. Detta då det väsentliga inte var att barnet skaffade sig kunskap, utan att det snarare var att skapa ett mentalt uppvaknande och främja en harmonisk utveckling av individen som helhet. Detta gjorde att idén om att låta även normalbegåvade barn arbeta med praktisk och sinnestränande material växte fram.

#### Arbetet med normalbegåvade barn
Maria Montessori blev 1907 ansvarig för ett daghem, Casa dei Bambini i ett slumområdet i Rom som heter San Lorenzo. Ägaren hoppades att Montessori skulle åstadkomma en plats som höll barnen borta från gatorna vilket i sin tur skulle bidra till att minska vandaliseringen. Det var här hon för första gången fick ta hand om normalbegåvade barn. Hon lyckades inte bara hålla dem borta från gatorna utan de blev även flitiga elever. Här fick de, i en miljö som Montessori iordningställt på egen hand, välja vad de själva ville göra samt även hålla på så länge de önskade så länge de inte störde varandra. Barnen arbetade med saker och ting som kändes meningsfulla och utvecklade sedan så småningom en inre disciplin. Trots att barnen från början var vilda och odisciplinerade lyckades hon skapa något enastående och ryktet om denna förskola spreds vilket bidrog till att besökare från hela världen reste dit för att studera barnen. Uppdraget i San Lorenzo utgjorde en milstolpe i Montessoris karriär då hon snart därefter fick rollen som världens främsta kvinnliga pedagog.

#### Spridningen av pedagogiken
Ytterligare en händelse som kom att ha stor betydelse i Montessoris liv var den gången hon tog en promenad och mötte en tiggerska som hade med sig en liten flicka. Mamman tiggde medan den lilla flickan satt på marken och lekte med ett rött papper. Den koncentration Montessori såg hos flickan fascinerade henne och denna händelse betydde mycket för hennes vidare val i livet.
Vid sekelskiftet 1900 var Montessoris idéer revolutionerande. Det existerade dessförinnan inga tankar om inlärning i tidig ålder. Detta var en ålder då barnen vanligtvis inte skulle höras eftersom vuxna ansågs ha absolut auktoritet över dem, något som Montessori motsatte sig.
Både Benito Mussolini och Adolf Hitler blev intresserade av Montessorimetoden, eftersom de tilltalades av att det gick att anpassa massutbildningen. De valde då att införa pedagogiken i skolorna i såväl Italien som Tyskland. År 1922 utsågs Maria Montessori till skolinspektör i Italien och hon reste runt i landet för att se till att Montessoriskolorna höll sin kvalitet. Maria Montessori själv var mycket ointresserad av politik då hon menade att barnen inte behövde politiken för att utvecklas.
År 1926 blev Mussolini president för den nationella montessoriföreningen och samma år valdes även Maria Montessori in som hedersmedlem i den facistiska kvinnoorganisationen. 8 år senare uppstod en spricka mellan dem och Montessori valde då att lämna Italien för Spanien. De flesta Montessoriskolorna i Italien kom då att stängas eftersom personalen blev kända som motståndare till regimen. År 1933 stängdes alla Montessoriskolorna ner i även Tyskland och året därefter hölls en sista montessorikongress i Italien. Vid denna kongress deltog Jean Piaget, en schweizisk psykolog. Han hade haft stor betydelse för utvecklingspsykologins teoriutveckling. Piagets tankegångar ligger nära utvecklingspsykologin som Montessoripedagogiken också bygger på. Han pekade på omgivningens betydelse på samma sätt som Montessori liksom att barn går igenom olika stadier i utvecklingen och att de är mottagliga för inlärning under olika perioder. Skillnaden mellan dessa var att Montessori främst intresserade sig för den praktiska undervisningen medan Piaget som var forskare och teoretiker, höll sig till det teoretiska.
År 1936 bröt det spanska inbördeskriget ut vilket tvingade Maria Montessori att fly från Spanien. Hon anlände till Storbritannien där hon deltog i den femte internationella montessorikongressen. Efter andra världskriget reste hon till olika platser runt om i världen för att föreläsa. Hon stod i nära kontakt med världens bästa forskare, läkare och statsmän. Bland dessa är endast några exempel Mahatma Gandhi och psykologen Sigmund Freud.
Maria Montessori dog 1952 i Nederländerna. Hon var då 82 år gammal. Hennes erfarenhet av fascismen i Italien och flera krig runt om i världen övertygade henne om att människan behövde genomgå förändring. Hon menade att en ny moral inom barnens uppfostran och undervisning krävdes för att människan skulle början värna om samexistens och fred. Maria Montessoris namn har blivit en symbol för frigörande och nyskapande idéer om det unga barnets inlärning.

### Internationella Montessorikongresserna
Internationella Montessorikongressen är en utbildningskongress som äger rum ungefär vart fjärde år. Målet med kongressen är att öka världsmedvetandet och förståelsen för montessoripedagogiken. Syftet med kongressen är att bekräfta Montessoripedagogikens tillvägagångssätt med naturliga lagar för mänsklig utveckling. Detta är något som anses ge upphov till positiv social förändring och på längre sikt en mer harmonisk och fredlig värld.
|    | År   | Land           | Tema |
| -- | ---- | -------------- | --- |
| 1  | 1929 | Danmark        | Del av den femte internationella konferensen för "New Education Fellowship"                                              |
| 2  | 1931 | Frankrike      | Del av den sjätte internationella konferensen för "New Education Fellowship"                                             |
| 3  | 1933 | Nederländerna  | Människans andliga återfödelse                                                                                           |
| 4  | 1934 | Italien        | Avvikelse och normalisering                                                                                              |
| 5  | 1936 | Storbritannien | Barnets plats i samhället                                                                                                |
| 6  | 1937 | Danmark        | Utbilda för fred |
| 7  | 1938 | Skotland       | Fyra utbildningsnivåer                                                                                                   |
| 8  | 1949 | Italien        | Människans bildning i världsuppbyggnaden                                                                                 |
| 9  | 1951 | Storbritannien | Utbildning som ett stöd för barnets naturliga utveckling från födsel till universitet (Maria Montessoris sista kongress) |
| 10 | 1953 | Frankrike      | Hur kan man hjälpa barnet att anpassa sig till vår tid?                                                                  |
| 11 | 1957 | Italien        | Maria Montessori och den samtida pedagogiska tanken                                                                      |
| 12 | 1960 | Tyskland       | Matematik i barnets liv i en föränderlig värld                                                                           |
| 13 | 1964 | Nederländerna  | Utbildning för en fredlig världsgemenskap                                                                                |
| 14 | 1970 | USA            | Hundraårsjubileet av Maria Montessoris födelse                                                                           |
| 15 | 1970 | Kanada         | Hundraårsjubileet av Maria Montessoris födelse                                                                           |
| 16 | 1970 | Franikre       | Hundraårsjubileet av Maria Montessoris födelse                                                                           |
| 17 | 1972 | Italien        | Kosmisk utbildning |
| 18 | 1977 | Tyskland       | Montessorimetoden och det handikappade barnet                                                                            |
| 19 | 1979 | Nederländerna  | Hjälpa barnet att forma människans framtid                                                                               |
| 20 | 1985 | Pakistan       | Montessoriutbildningens bidrag till mänsklighetens framtid                                                               |
| 21 | 1991 | Japan          | Mänsklig utbildning mot en ny värld                                                                                      |
| 22 | 1997 | Sverige        | Barnet och kommunikation                                                                                                 |
| 23 | 1999 | Mexico         | Maria Montessori explicit och implicit under 1900-talet                                                                  |
| 24 | 2001 | Frankrike      | Utbildningen som hjälp till livet                                                                                        |
| 25 | 2005 | Australien     | Förkämpa alla barns sak                                                                                                  |
| 26 | 2009 | Indien         | Sãdhanã - Reflekterande praktik, spontant levande                                                                        |
| 27 | 2013 | USA            | Montessori - Guidad av naturen                                                                                           |
| 28 | 2017 | Tjeckien       | Vägen till fred - Montessoriutbildningen för social förändring                                                           |

### Sverige

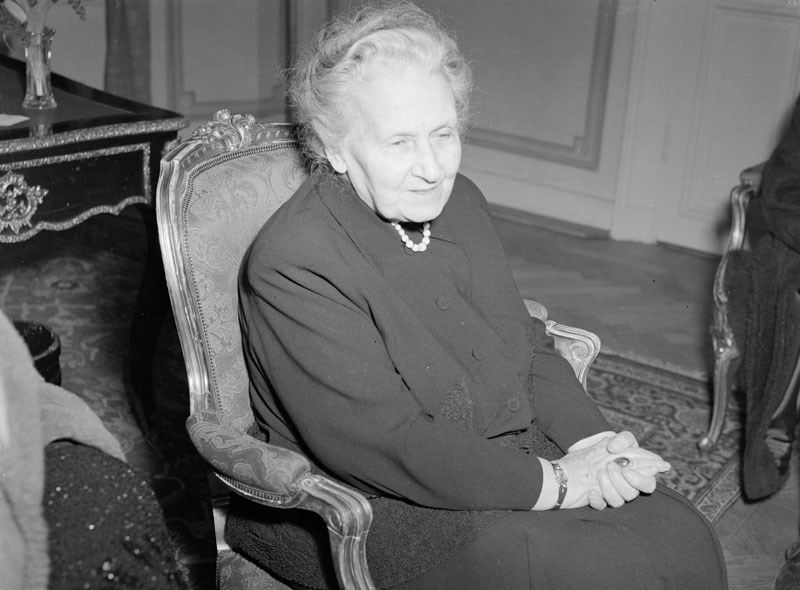
Pressmottagning för Dr Maria Montessori på Grand Hotell år 1950

1949 släppte Maria Montessori Absorbent Mind, en bok som grundar sig i hennes föreläsningar från den första lärarutbildningskursen. År 1987 översattes den till svenska och den blev mycket snabbt en bästsäljare vilket bidrog till att intresset för pedagogiken växte. 1950 besökte Montessori Sverige där hon höll ett antal välbesökta föredrag. Det är under denna vistelse som hon sägs ha sagt de kända citaten ”Om materialet tar över, bränn det!" och "När vi tjänar barnet tjänar vi livet."
1920 inrättades den första svenska Montessoriklassen vid Olofskolan i Stockholm. Sedan kom Montessoriskolan Centrum som var en av de första friskolorna i Sverige som startades efter beslut om friskolereformen 1991.
År 1919 åkte lärarinnan Anna Palin från Stockholm till London för att gå på en kurs hos Maria Montessori. Hon kom sedan att bli Sveriges första montessorilärarinna följd av andra kvinnor som inspirerades av pedagogikens idéer och tankar. När de hade varit utomlands och studerat kom de ofta tillbaka till Sverige där de sedan startade olika montessorigrupper. På 1930-talet utvecklades montessoriverksamheten mer och mer bland annat vid Samskolan i Göteborg och vid Olofskolan i Stockholm. De goda intentionerna levde vidare men förverkligandet av Montessoris idéer tog tid.
Stellan Arvidson, huvudsekreteraren för skolkommissionen år 1946 och grundskolans fader, intervjuades 1981 i Svenska Dagbladet. Han sade där att "så länge en individualisering inte genomförs på lektionerna kommer inte heller de duktiga eleverna att kunna gå fram snabbare, tränga djupare och nå längre, vilket de ska ha rätt till".
I läroplanen som skapades 1994 formulerades nya mål. Vissa av målen går i linje med Montessoripedagogikens mål, bland annat när det gäller att lärarna ska utgå ifrån elevernas egna behov och förutsättningar.

#### Montessoris historia i Borås
En dröm om att få driva en skola enligt Montessorimetoden hade funnits länge i Borås. År 1961 väckte Astrid Ganslandt tanken men det gick inte igenom då man inte lyckades hitta en tillräckligt engagerad och kvalificerad lärare. I augusti 1964 förverkligades dock drömmen då en försöksverksamhet läraren Lena Ovelius drevs igenom. Sammanlagt hade man 44 barn och denna nystartade Montessoriförskola i Hemgården, Borås, blev mycket omtalad och uppmärksammad. Denna skola kom även att bli en plats dit bland annat utländska läkare åkte för föreläsningar och studiebesök.
År 1965 vid Stadsfullmäktiges septembersammanträde diskuterades denna Montessoriförskola under en livlig debatt, främst ifrågasattes kostnaden för skolan av några ledamöter. Andra menade att skolan med sin höga avgift endast vände sig till en specifik social grupp. Trots detta godkände majoriteten av talarna anslaget. Mellan åren 1967 och 1974 drog skolan till sig många besökare från olika delar av landet. Anmälningslistan blev längre och längre och detta trots att avgiften var hög, ca 100 kr i månaden. Under denna period kom även lagen om allmän förskola för 6-åringar, vilket gjorde att många trodde att de privata skolorna skulle stängas ner. Lena Ovelius begärde tjänstledigt 1975 och man misslyckades med att hitta en vikare för henne. Detta tillsammans med ekonomiska orsaker bidrog till att skolan hölls stängd 1976. Styrelsen försökte lösa den ekonomiska situationen men kommunen ville inte att skolan skulle subventioneras till fullo från det kommunala anslaget. I och med det underskott som Montessoriskolan hade visat under året minskade även det kommunala anslaget. Om skolans avgifter skulle höjas menade man att det skulle bli problem med föräldrarna då priserna skulle bli orimligt höga. Vissa föräldrar var förvisso villiga att betala högre avgifter men detta menade styrelsen skulle bidra till en social segregering vilket bidrog till att man till slut valde att stänga ner skolan.
En ny Montessorilärare, Annika Petterson, startade runt samma tid en ny Montessoriförskola i ett annat område. Några år senare flyttade skolan ytterligare en gång och skolan blev då en föräldraförening. 1985 startades ett halvtidsdagis och då fick skolan statligt bidrag. Under åren 1986–1991 utvecklades systemet mycket. Från att ha varit en förskola för barn från 3 till 6 år utökades verksamheten till ett Montessoridaghem, en grundskola för årskurs 1 till 3 och ett fritidshem. För att skolan fortsatt skulle kunna hållas igång krävdes engagemang från föräldrarna. Montessoriförskolan i Borås fick sitt namn i början av 1990-talet: Montessoriskolan Malmen. På grund av att elevantalet steg krävdes det en större lokal. På Erikslundsskolan hyrde man lokaler och på grund av ett högt tryck på elever valde man att expandera grupperna, detta gjorde att det fanns barn i årskurs 1 till 6. På grund av att kommunen höjde lokalhyran tvingades föreningen flytta ytterligare en gång, denna gång till Ramnalid, där Malmen Montessori finns än idag. På grund av stort intresse för Montessoriskolan öppnades ett flertal nya skolor, bland annat Montessoriskolorna Pyramiden och Globen.

## Svenska Montessoriförbundet
Åtta år efter Maria Montessoris död fick hennes pedagogik fäste även i Sverige.Svenska Montessoriförbundet grundades 1960 och fungerar inte endast som ett gemensamt organ för de olika Montessoriföreningarna i Sverige utan verkar även för pedagogikens utbredningen i landet. Sedan det svenska Montessoriförbundet grundades har pedagogiken brett ut sig markant och idag finns det ca 650 Montessoriskolor på grundnivå i landet. För att ha rätten att kalla sig en Montessoriskola krävs att skolan uppfyller visa specifika kriterier. Bland annat är det ett krav att majoriteten av den pedagogiska personalen ska ha en utbildning i pedagogiken. Kärnan i Maria Montessoris pedagogik är att barnet ska sträva efter att utvecklas samt att det ska vilja lära sig. För att få detta att hända krävs att man låter barnet ta egna initiativ i en miljö som är anpassad efter barnen. Inte endast en tydlig struktur och inlärningsmetod krävs utan även leksaker ska möjliggöra för barnen att öppna upp sina sinnen på ett sätt som gör att de lär sig på bästa sätt. Miljön ska vara anpassad så att barnet blir uppmuntrat att lära sig nya saker. Därför finns det leksaker och inlärningsredskap som är designade att underlätta utbildandet. Barnen tar egna initiativ för de material som de själva använder och på detta sättet lär sig barnen även i egen takt. I många kommunala skolor i Sverige tillämpas i viss utsträckning pedagogiken i verksamheten, detta görs exempelvis genom att ha en särskild Montessoriklass. Det är alltså ett stort antal barn i Sverige som omfattas av Maria Montessoris pedagogik. Detta har även bidragit till att det finns en önskan bland forskare att undersöka huruvida denna pedagogik är effektiv i förhållande till den traditionella undervisningen.

## Montessorimetoden

### Skolsystemet
Maria Montessori såg behov av reformer i sin tids skolsystem och på grund av detta ägnade hon en stor del av sitt liv åt förändringar snarare än traditioner. Utöver att hon var en känd pedagog var hon även utbildad kliniker och hon tog sig an problem på ett vetenskapligt sätt. Idéerna formulerade hon sedan genom att iaktta enskilda barn och deras särskilda behov. Hon hade som mål att utveckla barnets hela personlighet, vilket grundar sig i hennes starka tro på det mänskliga intellektets sätt att fungera. Hennes tre primära principer inom pedagogiken är observation, individuell frihet och en förberedd miljö. Dessa principer håller gradvis på att bli en del av dagens skolsystem. De moderna förskolorna använder sig ofta av möbler i samma storlek som barnen. Även en stor majoritet av de didaktiska materialen var först introducerade av Maria Montessori. Individualiserad inlärning, mognadsprogram, klasser med blandade åldrar, inlärning i grupper med öppna klassrum, dessa är några av hennes tidigaste insikter. Hennes innovativa idéer löper ofta parallellt med de moderna beteendeforskarnas tankar och utgör tillsammans ramen för de moderna inlärningsövningarna. Precis som i Aristoteles filosofiska tes instämde Maria Montessori i att intellektet inte innehåller något som inte först finns i våra sinnen.

#### Förberedd miljö

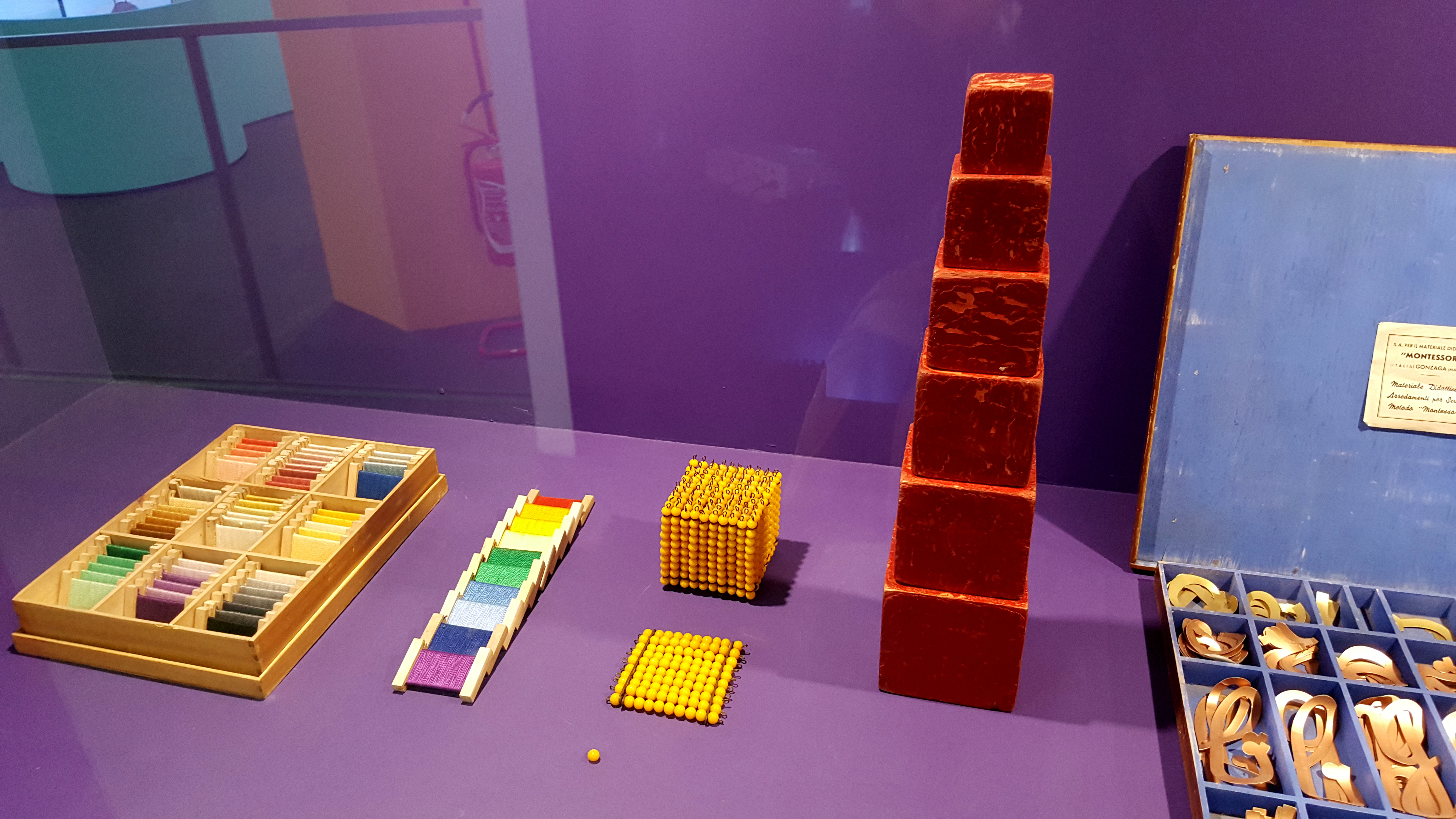
Traditionella Montessorimaterial på utställningen "Designed for children" på Milanotriennalen, Milano.

Maria Montessori gav sina elever frihet att utforska omgivningen och sedan välja vad de ville arbeta med för att utveckla en självständighet. Barnen absorberar omedvetet omgivningen och därför är det nödvändigt att tillhandahålla en perfekt inlärningsmiljö för att barnet ska utvecklas. För att få en sund lärning menade Montessori att det krävdes självmotivering. Hon upptäckte genom sina iakttagelser att barnen utvecklades väl av att lära sig att själva välja de material som fyllde behoven hos dem. Den förberedda miljön utsätter barnen för material som hjälper dem att utveckla sin fysiska och psykologiska förmåga. Miljön finns där för att eliminera hinder och istället uppmuntra barnets misstag.

#### Material i klassrummet
Inlärningsmaterialen var utformade för att kunna vara självrättande. Maria Montessori observerade barnen och insåg att när barnen väl hade avslutat en övning fortsatte de att arbeta med den om och om igen. De arbetade då för arbetets skull och inte för belöningens skull, något som bidrog till att Montessori insåg att bestraffningar inte var verkningsfulla.
| Motorisk inlärning (Praktiska vardagsövningar)                                                                           | Sensoriska övningar (känsel)                               | Syn                                                                               | Hörsel                  | Språk                                                                                          |
| --- | ---------------------------------------------------------- | --------------------------------------------------------------------------------- | ----------------------- | ---------------------------------------------------------------------------------------------- |
| Putsa skor, tvätta händerna, duka, skrubba, skala, putsa, klippa och klistra, artighet och hövlighet samt gå på en linje | Värmeflaskor, sträva och släta ytor, viktplattor och tyger | Cylinderblock, färgcylinder, de geometriska kabinettet och konstruktiva trianglar | Klockor och tysta leken | Föremål och ord, singular och plural, positiv, kooperativ och superlativ, grammatiska symboler |

#### Lärare

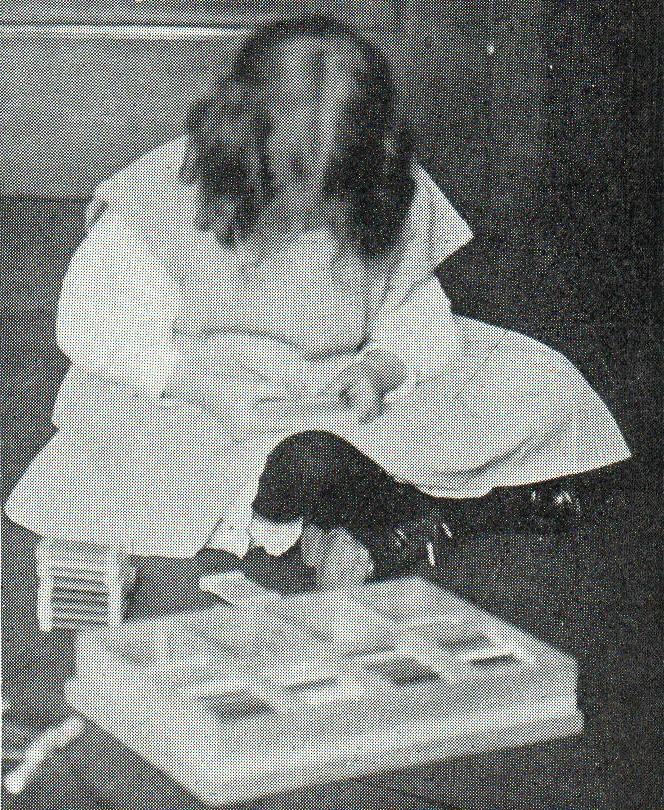
NSRW The Montessori Devices - lära sig om färger

En montessorilärares roll är att bibehålla den förberedda miljön då läraren inte står i centrum i klassrummet. Det är lärarens främsta uppgift att tjäna som en länk mellan den förberedda miljön och barnen. Trots att Maria Montessori tonade ner lärarens roll är denne fortfarande en betydelsefull faktor i klassrummet. Trots att läraren är subtil påverkas barnen starkt av lärarens roll.

## Barnets stadier
Maria Montessori menade att människan under hela livet besitter en känslighet för och en iver att assimilera. De "känsliga perioderna" är mest uppenbara under barnens första år och brukar innefatta den period då barnet är som mest mottaglig för stimulans. De sensitiva perioderna blir på så sätt optimala som följd av Montessorimetodens betoning av att varje barn måste få utvecklas i sin egen takt. Ett centralt begrepp inom Montessoripedagogiken är barnets absorberande mentalitet. Denna period menar Maria Montessori inträffar mellan födsel och tre års ålder. Hon förespråkar att det är under denna period som intelligens och hela den mentala förmågan formas. Ett omedvetet mentalt tillstånd existerar hos det lilla barnet. Det är detta som man kallar det absorberande sinnet som konstruerar, dock ej medvetet. Allt eftersom åren går växer den medvetna tankeförmågan fram, skillnad mellan fantasi och verklighet, moralisk och social fostran samt lydnad och viljans utveckling.
| Födsel - 3 år                             | 1,5 - 3 år          | 1,5 - 4 år                                                  | 2 - 4 år                                                                                          | 2,5 - 6 år                  | 3 - 6 år                        | 3,5 - 4,5 år | 4 - 4,5 år         | 4,5 - 5,5 år |
| ----------------------------------------- | ------------------- | ----------------------------------------------------------- | ------------------------------------------------------------------------------------------------- | --------------------------- | ------------------------------- | ------------ | ------------------ | ------------ |
| Absorberande sinne Sensoriska upplevelser | Språklig utveckling | Utvecklar koordination och muskler Intresse för små föremål | Utvecklar sina rörelser Intresse för sanning och verklighet Insikt om ordningsföljd i tid och rum | Renodlar sina sinnesintryck | Mottaglig för vuxnas inflytande | Skrivning    | Det taktila sinnet | Läsning      |

## Montessoripedagogiken i förhållande till traditionella förskolor
| Montessori                                                           | Vanlig förskola                                                  |
| -------------------------------------------------------------------- | ---------------------------------------------------------------- |
| Klasser med upp till tre års åldersskillnad                          | Alla är i samma ålder i klassen                                  |
| Motivationen kommer genom självutveckling                            | Lärare motiverar eleverna                                        |
| Utan betyg                                                           | Betyg förekommer (bl.a. i USA)                                   |
| Självkorrigerande material                                           | Läraren korrigerar fel                                           |
| Barnen lär sig genom att lära sig själva och hantera föremål         | Det är läraren som undervisar                                    |
| Individuell inlärning                                                | Inlärningen sker i grupper                                       |
| Läraren observerar och handleder                                     | Läraren står i centrum och har störst inflytande                 |
| Det är barnen som fullföljer arbetscyklerna                          | Det är förutbestämd tid som arbetscyklerna utgår ifrån           |
| Inte så många avbrott                                                | Ständiga avbrott                                                 |
| En frihet att röra sig och arbeta i klassrummet                      | Det är givna platser och förutbestämda lektionstider             |
| En betoning på mer kognitiv inlärning                                | Större betoning på social utveckling                             |
| Tystnad kommer med eget val, även med respekt för andra              | En påtvingad tystnad                                             |
| Det finns särskilda syften för materialen i ordningsföljd            | Materialen används på flera olika sätt utan några instruktioner  |
| Man arbetar av glädje för att upptäcka saker och ting                | De arbetar då de blivit tillsagda                                |
| Disciplin förekommer genom arbete                                    | Disciplinen utgår från läraren                                   |
| Man uppmuntrar att hjälpa varandra                                   | Söker lärarens hjälp                                             |
| Det är barnet som väljer materialen                                  | Det är läraren som bestämmer schemat                             |
| Barnet bestämmer tempot                                              | Läraren bestämmer takten                                         |
| Fritt att upptäcka på egen hand                                      | Läraren styr barnet                                              |
| Betoning på det konkreta                                             | Det abstrakta betonas                                            |
| Verklighetsorienterade                                               | Mycket fantasier                                                 |
| Känsla för ordning                                                   | Placering av material kan ske överallt                           |
| Stimulerar sig själv till inlärning                                  | Läraren stimulerar                                               |
| Barnet är i centrum                                                  | Läraren är i centrum                                             |
| Självinlärning genom självkorrigerande material                      | Belöningar och bestraffningar förekommer för att motivera barnen |
| Erkänner sensitiva perioder                                          | Barnen behandlas lika                                            |
| Multisensoriska material används för att träna särskilda färdigheter | Lekmaterial används som inte tränar specifika färdigheter        |

## Syn på lek och individualism

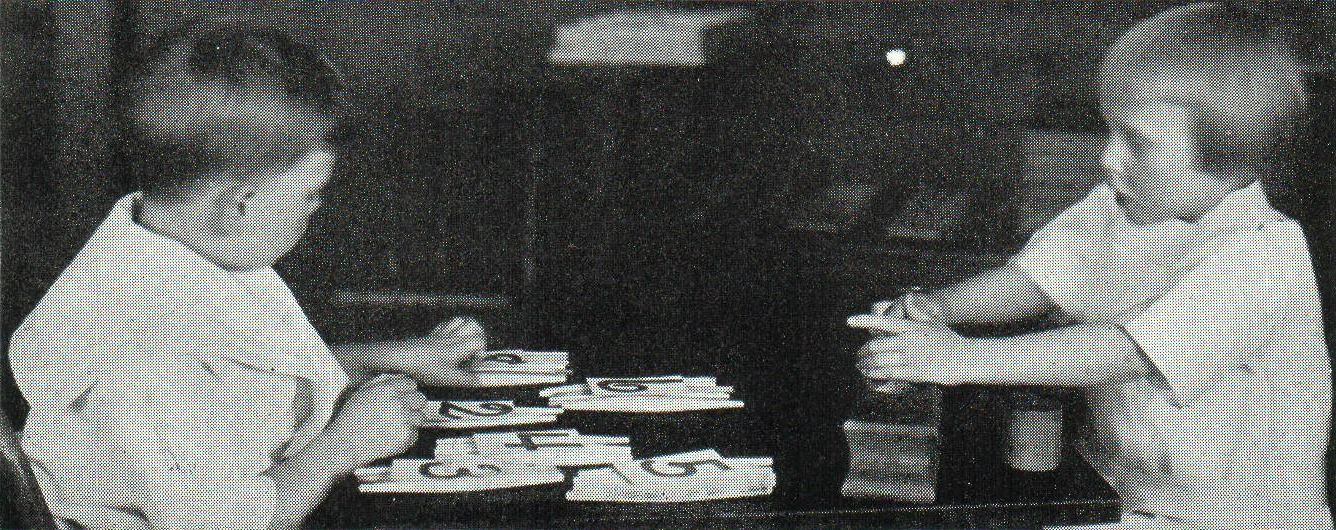
NSRW The Montessori Devices

Det fanns ett antal punkter som var essentiella i Maria Montessoris undervisning. I klassrummet fanns det ett antal verktyg som var utvecklade för att stimulera utbildningen. Bland annat fanns det leksaker som hjälpte barnen att lära sig skriva och läsa. För att man skulle få barnet att förstå principen om att turas om och att lära sig att dela med sig med andra fanns det endast ett exemplar av de olika leksakerna i klassrummet. Ytterligare en viktig del var att klassrummet skulle vara inbjudande med många olika glada färger och en positiv atmosfär. Detta menade Montessori att man skulle ha för att barnen skulle vilja komma in och lära sig. Barnen vill automatiskt lära sig mer om det är roligt och lockande att lära sig. Om man har tillgång till de rätta materialen och aktiviteterna kan barnen ta in mer kunskap och lära sig mer information än vad man kan med hjälp av de mer traditionella metoder menade Montessori.
Den svenska förskolan har inspirerats av Montessoripedagogiken genom att de exempelvis har en hemvrå, detta för att barnen ska lära sig det sociala samspelet och även återuppta saker som sker i det vardagliga livet, exempelvis matlagning.

## Grundläggande principer inom pedagogiken
Montessoripedagogiken bygger på en kunskap- och människosyn. Dessa säger att barnet har sensitiva perioder, alltså vissa tider då de är mer mottagliga för inlärning. Maria Montessori kallade detta för det absorberande sinnet. Pedagogiken bygger på ett antal centrala principer:
- Förberedd miljö
- Frihet
- Ansvar
- Individualisering + samarbete
- Hjälp till självhjälp
- Motorik + Konkretion
- Fredstanke
- Helhet

## Kritik av Montessoripedagogiken
Montessoripedagogiken har utsatts för mycket kritik under åren. Denna kritik har till viss del varit berättigad men ibland har det också hänt att kritiken grundats i missförstånd. De största problemen har uppstått på grund av Montessorimänniskorna själva, detta då många har uppfattat och tolkat saker och ting olika. Ytterligare en faktor är att, liksom mycket annat, har Montessoripedagogiken kommit att bli "mode" i många människors ögon. Detta har gjort att Montessorirörelsen upplevt att människor utnyttjat den för en kortsiktig vinstlust. Montessorimaterial dyker upp i leksakskataloger där man varken vet vad det är eller än mindre hur det används. Det har även hänt att olika Montessoriskolor haft olika uppfattningar om metodens innebörd och hur den bör tillämpas. Dagens utbildningsvärld är emellertid i hög utsträckning beredd att acceptera Montessorimetoden för dess egna meriters skull, inte på grund av PR-kampanjer som vid flera tillfällen drivits för att gynna den.
Vid slutet av 1920-talet började Maria Montessori inrikta hela sin energi och uppmärksamhet på att bevara Montessorirörelsen. Detta gjorde att hon upphörde med sin forskning och innovativa experiment. Montessori hade blivit en affärsverksamhet som skulle bevaras. När några trogna beundrare av Montessori sedan skulle skriva om henne tenderade uppmärksamhet att dras från metodens grundläggande principer. Ett exempel på en sådan bok är Maria Montessori: A True Romance. E.M. Standing av Anna Maccheroni.
Kritiker till pedagogiken hävdar fortsatt att den innehåller betydande brister: Montessorimetoden tar ifrån barndomen genom att inleda kognitiv inlärning för tidigt, för stor åldersskillnad i klassrummen, finns inga definitiva undervisningar som bevisar fördelarna, ifrågasätter hur den kan vara användbar för normalbegåvade barn när den ursprungligen utvecklades för förståndshandikappade samt att Montessoriläran inte ger möjlighet för barnen att socialt utvecklas tillsammans med andra barn.